# Пахомов, Владимир Борисович
Влади́мир Бори́сович Пахо́мов (1948 — 1999) — мастер спорта СССР международного класса (хоккей с мячом, 1978).

## Биография
В.Б. Пахомов был вратарём универсалом. В течение нескольких сезонов он летом играл в хоккей на траве, а зимой в хоккей с мячом.
В высшей лиге провёл 204 игры.
Умер в 1999 году. Похоронен на Котляковском кладбище.

## Достижения
хоккей с мячом 

 Чемпион СССР - 1977 

 Вице-чемпион СССР - 1978, 1981 

 Обладатель Кубка европейских чемпионов - 1977 

Включался в список 22 лучших игроков сезона - 1978
хоккей на траве 

 Чемпион СССР - 1976, 1977 

 Бронзовый призёр чемпионата СССР - 1970, 1971, 1973 